# تلنگانا شکونتلا
تلنگانا شکونتلا (انگلیسی: Telangana Shakuntala؛ ۹ ژوئن ۱۹۵۱ – ۱۴ ژوئن ۲۰۱۴) یک هنرپیشه اهل هند بود.
او در فیلم‌های سوپر، سرباز، پانچاکشاری، اتو شانکار، پنج پانداوا و یک زنبور عسل، ویرا، ازدواج لاکشمی، سیواکاسی، جباردست، پسر جنگل، آره من دارم ازدواج می‌کنم، آجی، شورش گاوهای نر، حرمسرا، امن و یک بازی کرده‌است.